# Niklas Süle
Niklas Süle (* 3. září 1995 Frankfurt) je německý profesionální fotbalista, který hraje na pozici středního obránce za německý klub Borussia Dortmund a za německý národní tým.

## Klubová kariéra
Profesionální fotbal Süle započal v prvobundesligovém klubu TSG 1899 Hoffenheim. Debutoval na konci sezóny 2012/2013 (33. kolo) v 17 letech v zápase proti Hamburku, který Hoffenheim prohrál doma vysoko 1:4. Süle hrál v základní sestavě ve stoperské dvojici s Argentincem Davidem Abrahamem a v 81. minutě jej vystřídal Andreas Ludwig.
Zasáhl rovněž do posledního ligového zápasu, tentokrát jen na 5 minut jako střídající hráč za Roberta Firmina a byl u vítězství Hoffenheimu na půdě Borussie Dortmund (2:1).
V lednu 2017 Süle dojednal přestup do Bayernu Mnichov spolu s hoffenheimským spoluhráčem Sebastianem Rudym. Zatímco Rudy opustil Hoffenheim jako volný hráč, za Süleho zaplatil Bayern částku 25 milionů eur. Süle s bavorským klubem podepsal kontrakt na 5 let, tedy do roku 2022.
Oba hráči však zůstali do konce ročníku v Hoffenheimu.
Süle nasbíral hned 42 startů v první sezóně v dresu Bayernu, včetně 9 startů v Lize mistrů. V základních skupinách hrál v základu v 5 zápasech, vynechal jen třetí domácí utkání se Celticem Glasgow. Zahrál si také semifinále s Realem Madrid, vystřídal totiž zraněného Jerome Boatenga ve 34. minutě úvodního zápasu na domácí půdě (1:2) a postavil se vedle Matse Hummelse.
S tím také sehrál i odvetné utkání v Madridu, které sice Bayern uhrál na výsledek 2:2, vypadl však.

## Reprezentační kariéra
Süle byl v srpnu 2016 povolán na přátelský zápas s Finskem a na úvodní kvalifikační zápas na mistrovství světa 2018 s Norskem. Debut profi Finsku zahrál v základu na levém kraji tříčlenné obrany. V 58. minutě byl vystřídaný Jonathanem Tahem. V tomto zápase také kariéru ukončil Bastian Schweinsteiger střídající o pár minut později. Proti Norsku nominovaným nebyl.
Do kvalifikace zasáhl až na jejím konci, v posledním domácím zápase proti Ázerbájdžánu, kvůli zranění ale v 22. minutě opustil hřiště, když ho vystřídal Antonio Rüdiger.
Na MS 2018 v Rusku se na hřiště dostal až ve třetím zápase proti Jižní Koreji (0:2) a odehrál celé utkání. Německo však na turnaji skončilo.

## Statistiky

### Klubové
K 5. února 2022
| Klub            | Sezóna  | Liga       | Liga   | Liga | Pohár  | Pohár | Evropské poháry | Evropské poháry | Ostatní | Ostatní | Celkem | Celkem |
| Klub            | Sezóna  | Liga       | Zápasy | Góly | Zápasy | Góly  | Zápasy          | Góly            | Zápasy  | Góly    | Zápasy | Góly   |
| --------------- | ------- | ---------- | ------ | ---- | ------ | ----- | --------------- | --------------- | ------- | ------- | ------ | ------ |
| 1899 Hoffenheim | 2012/13 | Bundesliga | 2      | 0    | 0      | 0     | —               | —               | 2       | 0       | 4      | 0      |
| 1899 Hoffenheim | 2013/14 | Bundesliga | 25     | 4    | 3      | 1     | —               | —               | —       | —       | 28     | 5      |
| 1899 Hoffenheim | 2014/15 | Bundesliga | 15     | 1    | 2      | 0     | —               | —               | —       | —       | 17     | 1      |
| 1899 Hoffenheim | 2015/16 | Bundesliga | 33     | 0    | 1      | 0     | —               | —               | —       | —       | 34     | 0      |
| 1899 Hoffenheim | 2016/17 | Bundesliga | 33     | 2    | 1      | 0     | —               | —               | —       | —       | 34     | 2      |
| 1899 Hoffenheim | Celkem  | Celkem     | 107    | 7    | 7      | 1     | —               | —               | 2       | 0       | 116    | 8      |
| Bayern Mnichov  | 2017/18 | Bundesliga | 27     | 2    | 5      | 0     | 9               | 0               | 1       | 0       | 42     | 2      |
| Bayern Mnichov  | 2018/19 | Bundesliga | 31     | 2    | 4      | 0     | 6               | 0               | 1       | 0       | 42     | 2      |
| Bayern Mnichov  | 2019/20 | Bundesliga | 8      | 0    | 1      | 0     | 6               | 0               | 1       | 0       | 16     | 0      |
| Bayern Mnichov  | 2020/21 | Bundesliga | 20     | 1    | 2      | 0     | 7               | 1               | 4       | 0       | 33     | 2      |
| Bayern Mnichov  | 2021/22 | Bundesliga | 19     | 0    | 2      | 0     | 4               | 0               | 1       | 0       | 26     | 0      |
| Bayern Mnichov  | Celkem  | Celkem     | 105    | 5    | 14     | 0     | 32              | 1               | 8       | 0       | 159    | 6      |
| Celkem          | Celkem  | Celkem     | 212    | 12   | 22     | 1     | 32              | 1               | 10      | 0       | 276    | 14     |

### Reprezentační
K 11. říjnu 2021
| Německo | Německo | Německo |
| Rok     | Zápasy  | Góly    |
| ------- | ------- | ------- |
| 2016    | 1       | 0       |
| 2017    | 7       | 0       |
| 2018    | 8       | 1       |
| 2019    | 8       | 0       |
| 2020    | 5       | 0       |
| 2021    | 8       | 0       |
| Celkem  | 37      | 1       |

#### Reprezentační góly
Skóre a výsledky Německa jsou vždy zapisovány jako první.
| Gól | Datum              | Místo                           | Soupeř | Skóre | Výsledek | Soutěž          |
| --- | ------------------ | ------------------------------- | ------ | ----- | -------- | --------------- |
| 1.  | 15. listopadu 2018 | Red Bull Arena, Lipsko, Německo | Rusko  | 2:0   | 3:0      | Přátelský zápas |

## Úspěchy

### Klubové
Bayern Mnichov
- 5× vítěz Bundesligy – 2017/18, 2018/19, 2019/20, 2020/21, 2021/22
- 2× vítěz Poháru DFB – 2018/19, 2019/20
- 4× vítěz Superpoháru DFL – 2017, 2018, 2020, 2021
- 1× vítěz Ligy mistrů UEFA – 2019/20
- 1× vítěz Superpoháru UEFA – 2020
- 1× vítěz Mistrovství světa klubů FIFA – 2020

### Reprezentační
Německá reprezentace
- 1× vítěz Konfederačního poháru FIFA – 2017

Německá reprezentace U23
- 1× finalista na Letních olympijských hrách – 2016 (stříbrná medaile)